# Oidium arachidis
Oidium arachidis är en svampart som beskrevs av Chorin 1961. Oidium arachidis ingår i släktet Oidium och familjen Erysiphaceae.   Inga underarter finns listade i Catalogue of Life.